# グレの歌
『グレの歌』（ドイツ語: Gurre-Lieder ）は、アルノルト・シェーンベルクの初期を代表する大作。シェーンベルク自身はカンタータとも世俗オラトリオとも分類していないが、規模や演奏形態からすると、所作を伴わないオペラと見ることもできる。5人の独唱者、ナレーター、合唱と管弦楽のための作品。歌詞は、デンマークの作家イェンス・ペーター・ヤコブセンの未完の小説『サボテンの花開く』（En Cactus springer ud）の中の詩をローベルト・フランツ・アルノルトがドイツ語に翻訳したものに基づいており、一部シェーンベルクが訳詞に手を入れている。

## 作曲の経緯と進展
1900年に、ウィーン楽友協会主催の作曲コンクールへの応募作品として構想・着手された。恩師で親友のツェムリンスキーに助言と講評を求めたところ、ツェムリンスキーは作品の価値を認めたが「あまりに独創的なので、入賞することはできないだろう」との感想を洩らしたと伝えられる。第1部と第2部、第3部の大部分を1900年3月に、残りは1901年3月にショートスコアによる作曲を終えたが、最終的にオーケストレーションを終えたのは、1911年になってからであった。オーケストレーションの完成に10年かかっているのは、シェーンベルクが生活苦からさまざまな副業に追われて、本作の完成になかなか専念できなかったためである。作曲中の1910年にはリヒャルト・シュトラウスがスコアを見て関心を寄せ、副業に追われていたシェーンベルクのために、リスト賞の賞金を入手してあげたり、シュテルン音楽院の講師に推薦するなど、作曲に専念出来るよう援助した。第1部と第2部以降との間で管弦楽法の練度に差が見られるが、シェーンベルクはあえて第1部に手を入れることはしなかった。ちなみに1911年にシェーンベルクはすでに「無調の時代」に踏み込んでおり、急進的な『6つのピアノ曲』作品11を作曲している。
シェーンベルク初期の作風を集大成した作品となっており、ワーグナーやリヒャルト・シュトラウス、マーラーに大きく影響された、官能的な後期ロマン派様式を示している。一方で、第1部の管弦楽法についてはしばしば、フランス印象主義音楽、とりわけ同時期のラヴェルの手法に極めて近いことが指摘されている。また、曲全体の構成やテーマは、シェーンベルクが私淑したグスタフ・マーラーの大曲『嘆きの歌』からの影響が指摘できる。
世界初演はフランツ・シュレーカーの指揮により、1913年2月23日にウィーンにおいて行われた。リハーサルでホルン奏者が席を蹴って演奏を拒否したとも伝えられたが、シェーンベルクの作品には珍しく、聴衆からも評論家からも支持され、非常に大きな成功を収めた。しかし、すでに新しい音楽語法を探究していたシェーンベルクは、後に「この作品が聴衆に受けることは分かっていた」と回想しただけで、知られている限りでは特にその成功を喜んでいた節は見受けられない。最初の録音はレオポルド・ストコフスキーによって1932年によって行われた。日本初演は、1967年6月15日、若杉弘指揮、読売日本交響楽団他による。2014年9月、オランダ国立歌劇場はオペラとして上演した（演出：ピエール・アウディ）。

## 演奏時間
約1時間50分（60分、5分、45分） - 実演の際には第1部と第2部の間に休憩を入れる形が多い。

## 楽器編成
シェーンベルクはこの作品のオーケストレーションに際して、53段譜を特注したことが知られている。以下のように編成は非常に大きい。
- 語り手1、ソプラノ1、メゾソプラノ1、テノール2、バス・バリトン1、3群の男声四部合唱、混声八部合唱
- ピッコロ4（第5から第8フルートに持ち替え）、フルート4、オーボエ3、コーラングレ2（第4から第5オーボエに持ち替え）、クラリネット（A管およびB♭管）3、バスクラリネット2（第4から第5クラリネットに持ち替え）、小クラリネット（E♭管）2（第6から第7クラリネットに持ち替え）、ファゴット3、コントラファゴット2
- ホルン10（第7奏者から第10奏者の4名はワーグナーチューバと持ち替え）、トランペット6（F管、B♭管、C管からなる）、バストランペット（E♭管）1、アルトトロンボーン1、テナートロンボーン4、バストロンボーン1、コントラバストロンボーン1、チューバ1
- ハープ4、チェレスタ
- ティンパニ 6（2人）、テナードラム、スネアドラム、バスドラム、シンバル、トライアングル、グロッケンシュピール、シロフォン、ラチェット、大きな鉄製の鎖、タムタム
- 弦楽五部（第1・第2ヴァイオリン各20、ヴィオラ16、チェロ16、コントラバス12）

## 楽曲構成

### 第1部
1. 前奏曲
2. いま黄昏が訪れて Nun daempft die Daemm'rung
3. おお、月光が静かに滑るように輝き O, wenn des mondes Strahlen
4. 馬よ！わが馬よ！ Ross! Mein Ross!
5. 星が歓呼し、輝く海は Sterne jubeln
6. 神の玉座の前で舞う天使たちの踊りも So tanzen die Engel vor Gottes Thron nicht
7. いま私はあなたに初めて申します Nun sag ich dir zum ersten Mal
8. 真夜中だ Es ist Mitternachtszeit
9. あなたは私に愛の眼差しを送り Du sendest mir einen Liebesblick
10. 不思議な娘トーヴェよ！ Du wunderliche Tove!
11. グレの鳩たちよ！ Tauben von Gurre!

内容
ヴァルデマール王とトーヴェの恋の歌が交互に歌われ、マーラーの『大地の歌』や師ツェムリンスキーの『抒情交響曲』に類似した構成であるが、作曲は『大地の歌』より8年、『抒情交響曲』より22年早い。トーヴェの死（嫉妬した王妃（曲自体には登場しない）により毒殺される）を暗示する間奏曲のあと、悲劇を伝える山鳩の悲しげな歌で終わる。

### 第2部
1. 神よ、あなたは自分が何をしたか Herrgott, weisst du, was du tatest

内容
恋人トーヴェを失ったヴァルデマール王が神を呪う悲痛な歌。

### 第3部
1. 目覚めよ、ヴァルデマール王の家来たち！ Erwacht, Konig Waldemars Mannen wert!
2. 棺の蓋がパタパタと開いては閉じる Deckel des Sarges klappert
3. ようこそ、おお王よ、グレの浜辺へ！ Gegrusst, o Konig
4. トーヴェの声で森が囁く Mit Toves Stimme flustert der Wald
5. うなぎのような奇妙な鳥 Ein seltsamer Vogel ist so'n Aal
6. 天上の厳しい審判者よ Du strenger Richter droben
7. おんどりが時を告げようと頭を上げる Der Hahn erhebt den Kopf zur Kraht

#### 夏風の荒々しい狩（Des Sommerwindes wilde Jagd）
1. 間奏曲
2. アガサ氏もハタザオ夫人も Herr Gaensefuss, Frau Gaensekraut
3. 太陽を見よ Seht die Sonne!

内容
前半部は王と部下の亡霊の百鬼夜行の暴虐ぶり。困惑する道化師と農夫の歌。道化師の歌ではかなり新しい響きが見られる。後半はトーヴェを恋い慕う王の歌と来るべき朝を迎える亡霊たちの合唱があり、王の救済が暗示される。
「夏風の荒々しい狩」は、全体のまとめとなる部分で、おぞましい夜が去り新しい生命の息吹が朝とともに訪れる有様がシュプレヒシュティンメの手法で歌われ、最後は混声八部合唱で太陽を賛美し、輝かしい終結部になる。